# Capilla de Nuestra Señora de la Candelaria (Río Grande)
La capilla de Nuestra Señora de la Candelaria fue declarada Monumento Histórico Nacional mediante el Decreto 3111/83.
Perteneció a la Misión Salesiana La Candelaria, fundada por monseñor Fagnano en 1893, para albergar y educar aborígenes ona de la región de Río Grande, según los objetivos de la Obra de Don Bosco. 

## Historia
Luego de un incendio, la Misión se reconstruyó en 1897 en su actual emplazamiento, con frente a la Ruta Nacional Nº 3, a unos 10 kilómetros al norte de la ciudad, próximo al Cabo Domingo.
La pequeña Capilla, es la construcción más antigua de la zona de Río Grande.
Acompañan a la Capilla, otros edificios que constituyeron la Misión, como ser la Casa de la Misión, (residencia de los Padres directores), y la Casa de las Hijas de María Auxiliadora.
Al desaparecer los onas en 1942 el establecimiento se convirtió en escuela primaria, y también en una Escuela Agrotécnica secundaria. 
Actualmente funcionan en el predio, un Museo abierto al público, con interesantes colecciones de Ciencias Naturales, y de objetos históricos. 
En la zona costera, a pocos metros, pero del lado Este de la ruta, existe el antiguo cementerio de la Misión, también declarado Monumento Histórico Nacional.